# Bragança
Bragança este un oraș și municipiu în nord-estul Portugaliei. Este capitala Districtului Bragança din subregiunea administrativă Terras de Trás-os-Montes. Populația sa în 2011 era de 35.341.